# St. Margarethener Kalksandstein

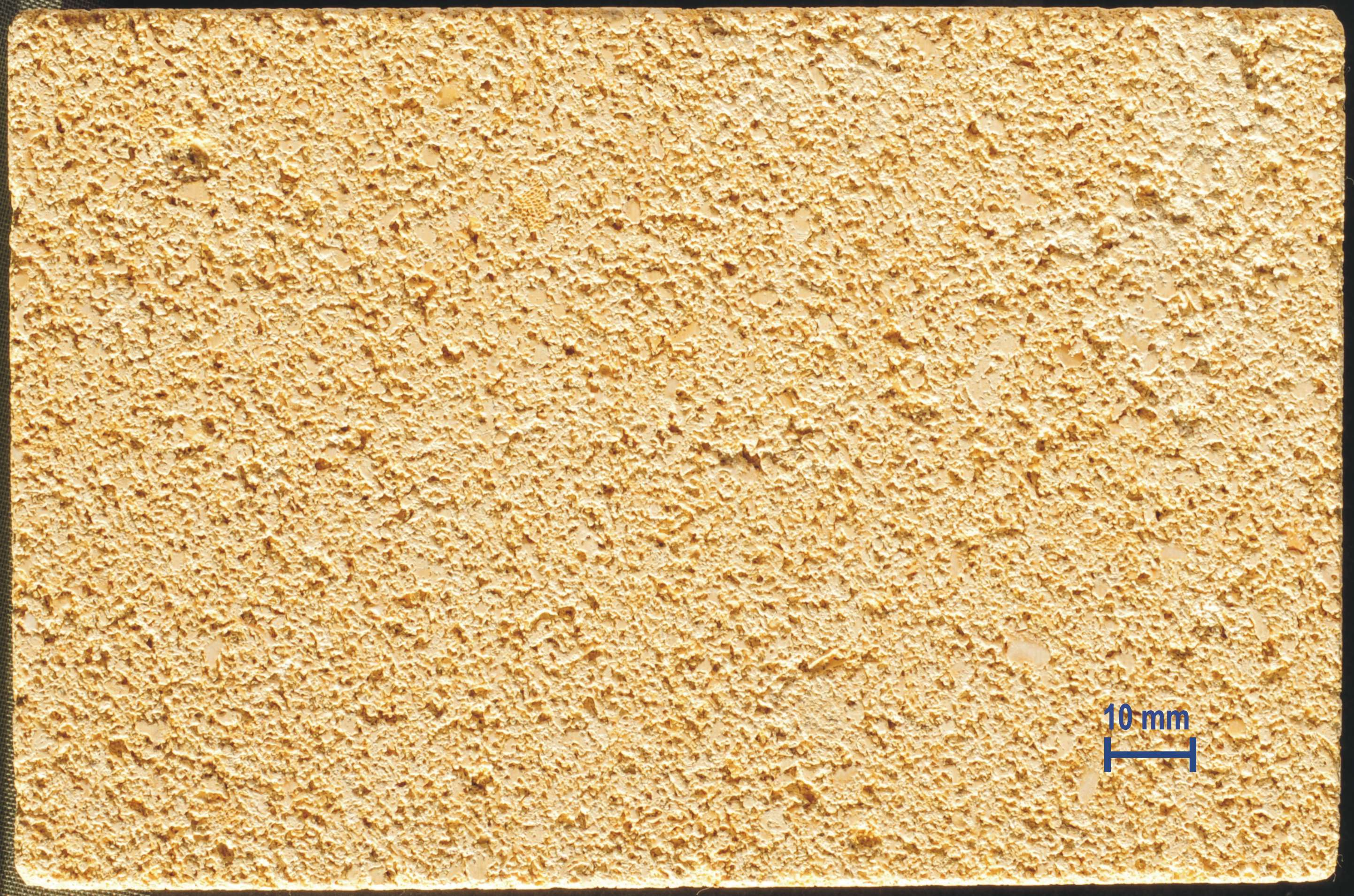
Handmuster

Der St. Margarethener Kalksandstein ist einer der bedeutendsten Naturwerksteine aus der Gruppe der Leithakalke in Ostösterreich, der an zahlreichen historischen Bauwerken und Denkmalen verwendet wurde.

## Allgemeines und geographische Lage
Der Römersteinbruch bei Sankt Margarethen im Burgenland ist einer der bedeutendsten noch aktiven Werksteinbrüche Österreichs mit großer kulturhistorischer Bedeutung. Außerdem ist dieser in weiten Bereichen stillgelegte Steinbruch, neben einem touristisch interessanten Exkursionspunkt eine vom historischen Standpunkt der Steingewinnung und Verwendung wertvolle und schützenswerte Lokalität.
Pannonisches Klima mit Trockenrasen-Vergesellschaftung, Fledermauskolonien in den zahlreichen Klüften (z. B. Seeigelkluft, Fledermauskluft etc.), Dohlen, Turmfalken und viele andere mehr, machen diesen Steinbruch auch in ökologischer Hinsicht zu einem bedeutenden Standort.
Nicht zuletzt ist das 1959 im Steinbruch von St. Margarethen etablierte Bildhauersymposion St. Margarethen, dessen Idee von Karl Prantl ausging, von überragender kultureller und sozialer Bedeutung, ebenso wie die in den letzten Jahren präsentierten Passionsspiele und Freiluftopernaufführungen (Oper im Steinbruch).

## Geologische Übersicht

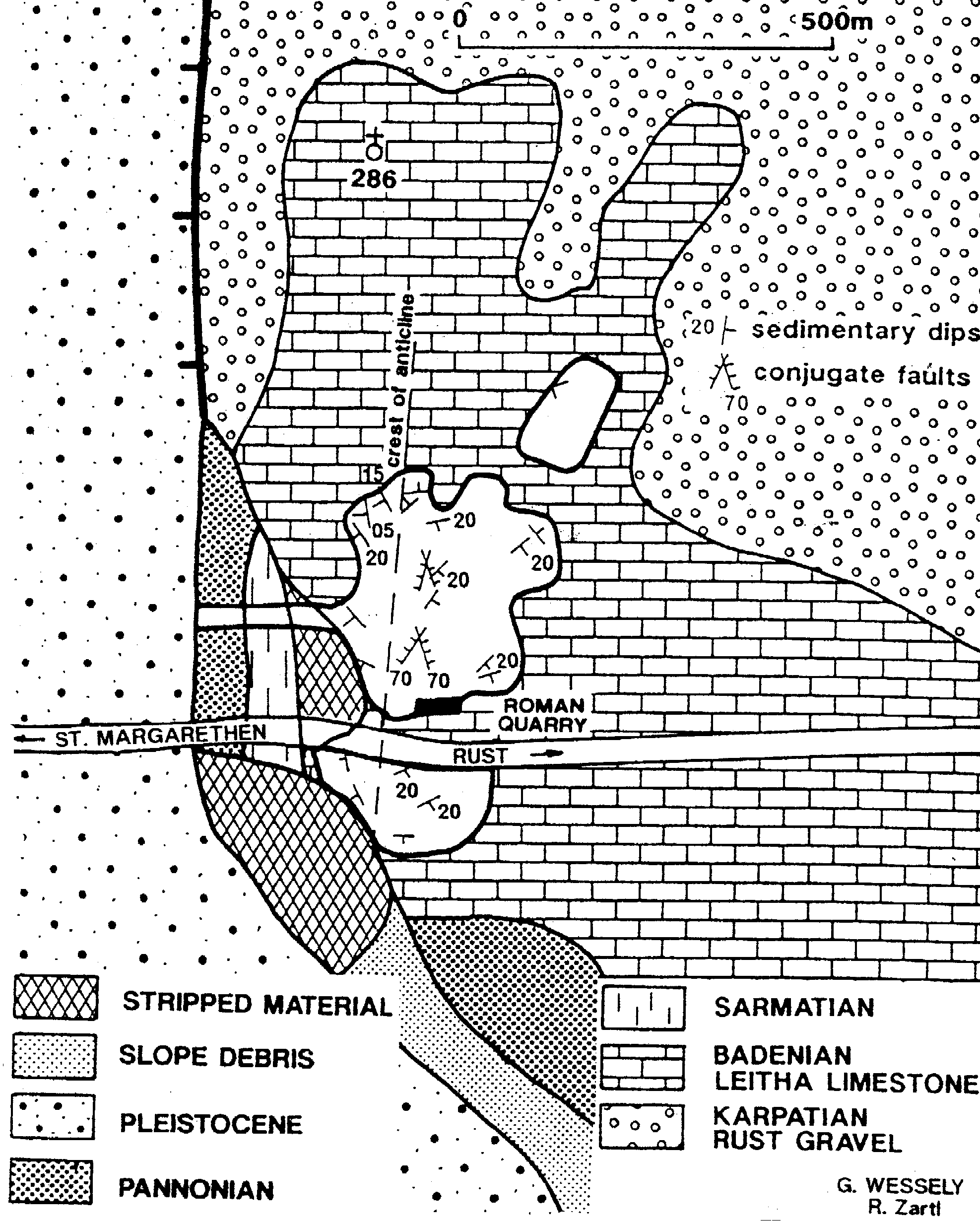
Skizze der geologischen Verhältnisse des „Römersteinbruches“ (aus: Sauer, Seifert, Wessely, 1992)

Der Ruster Höhenzug, zwischen Neusiedlersee und Leithagebirge gelegen, bildete im Badenium eine Hochzone, auf der Flachwassersedimente in Form von Kalksanden (ohne Quarz) abgelagert wurden. Das nordwestlich gelegene Leithagebirge ragte zu dieser Zeit als Insel aus dem insgesamt recht flachen Golf der westlichen Paratethys heraus. Den Kern des Höhenzuges bilden Kristallingesteine, hauptsächlich Gneis und phyllitischer Granatglimmerschiefer.
Der St. Margarethener Kalksandstein ist der geologischen Formation Leithakalk zuzuordnen und besitzt ein Alter von rund 15–16 Millionen Jahren (Badenium). Als wichtigste Gesteinsbildner der Leithakalke sind Skelette von Rotalgen der Familie der Corallinaceae und Foraminiferenschalen zu nennen. Die Sedimentation des Gesteins erfolgte in einer flachmarinen, lagunenähnlichen Umwelt unter subtropischen Klimabedingungen.

## Petrographische Beschreibung
Es handelt sich um gelbbraune bis hellgraue, fein- bis grobkörnige, poröse Kalksteine, die auch mehrere große, kugelige Rotalgenkolonien und verschiedene Muscheln (z. B. Ostrea sp., Pecten sp., Chlamys sp.) aufweisen. Im Dünnschliff zeigt sich der St. Margarethener Stein als sehr poröser Kalksandstein, der vorwiegend aus kleinen Kalkrotalgenbruchstücken und Foraminiferen aufgebaut wird. Daneben kann man Echinodermenreste, Bruchstücke von Kalkröhrenwürmern und Ostrakoden beobachten.
Die Diagenese erfolgte mit feinkörnigem Kalzit.
Fazies: mariner, bewegter Flachwasserbereich (Algen-Foraminiferen-Kalksandstein)

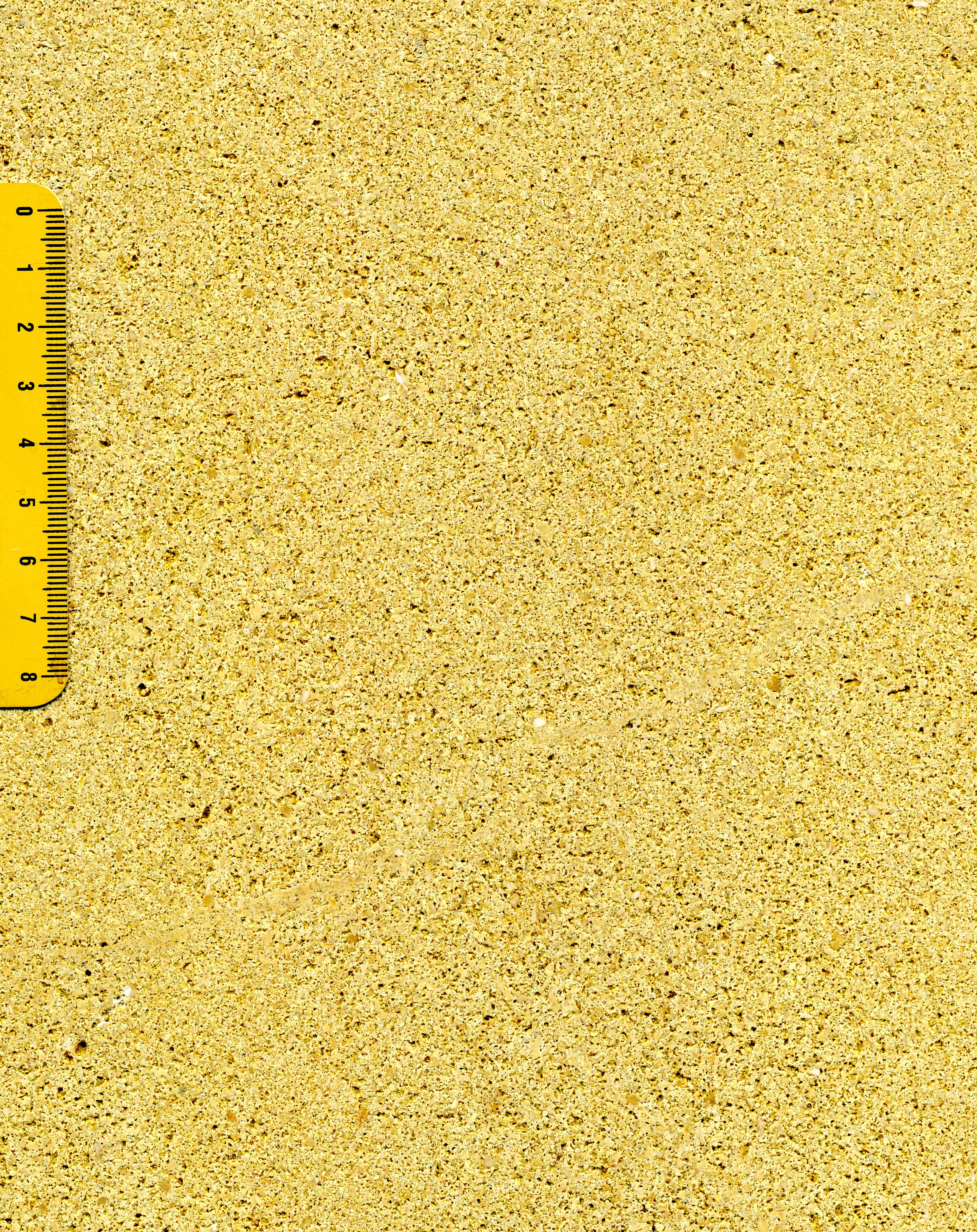
Homogene Varietät des St. Margarethener Kalksandsteines
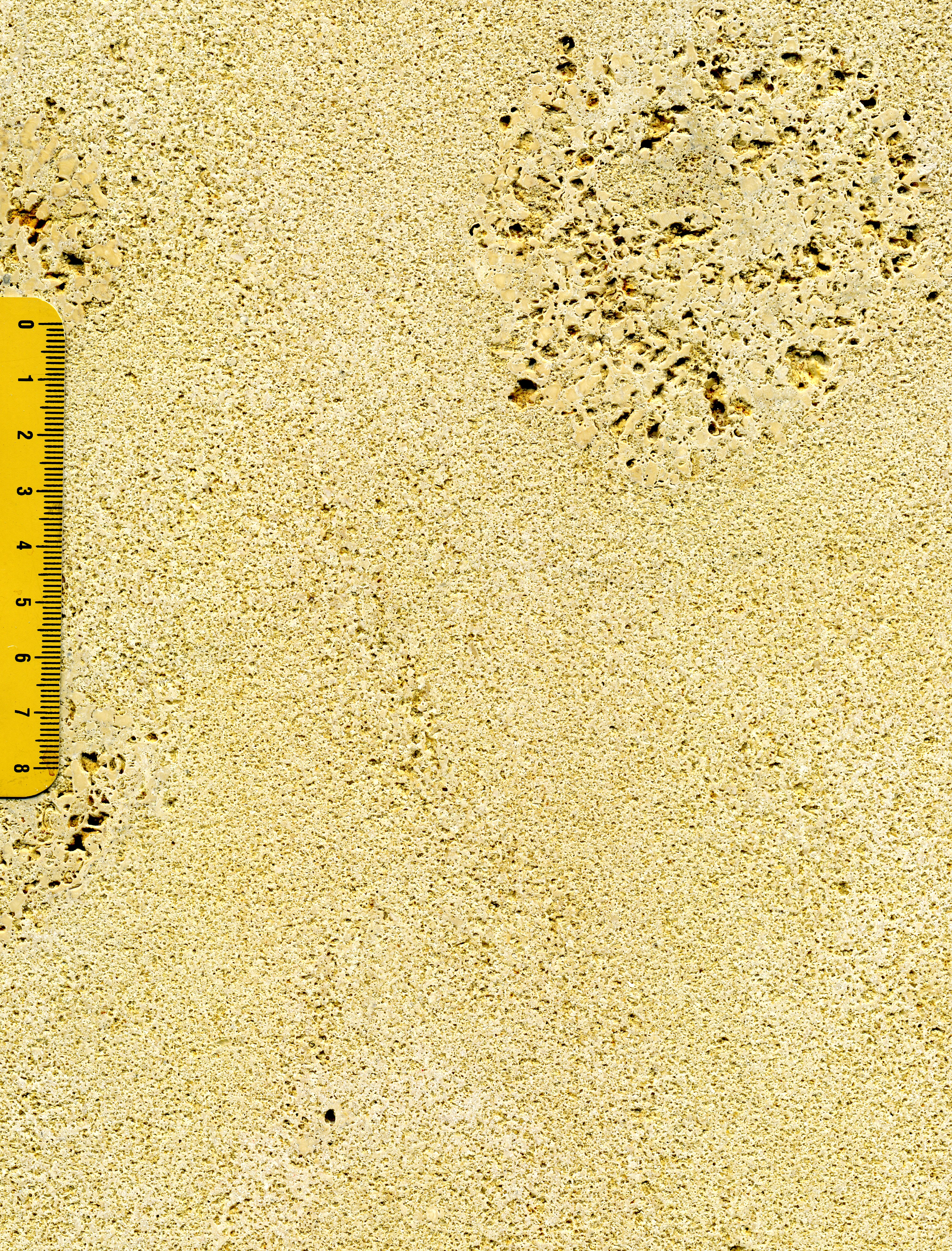
St. Margarethener Kalksandstein mit kugelförmigen Rotalgenkolonien (Rhodolithen)
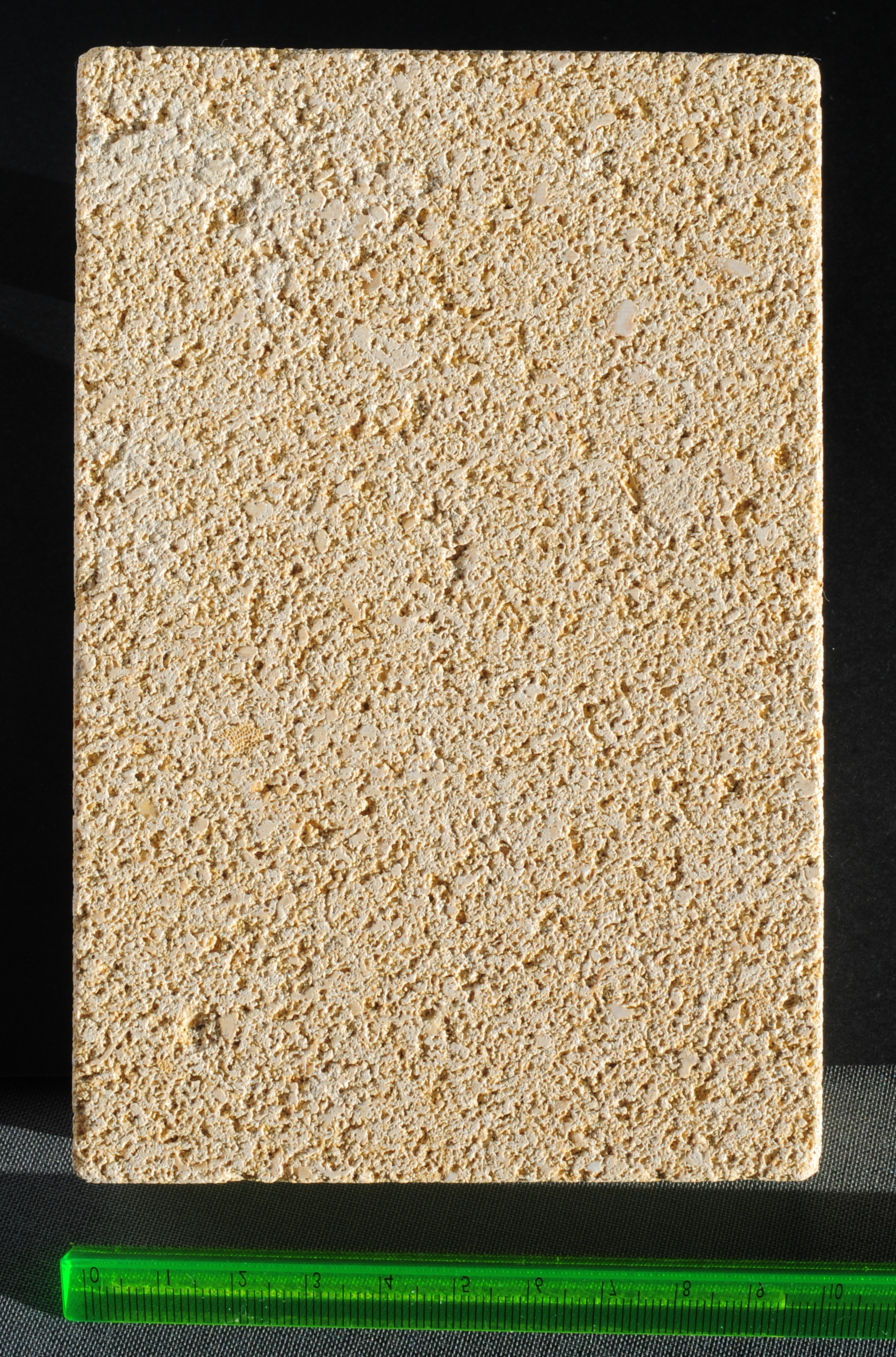
Homogene Varietät des Kalksteins (im Schräglicht)
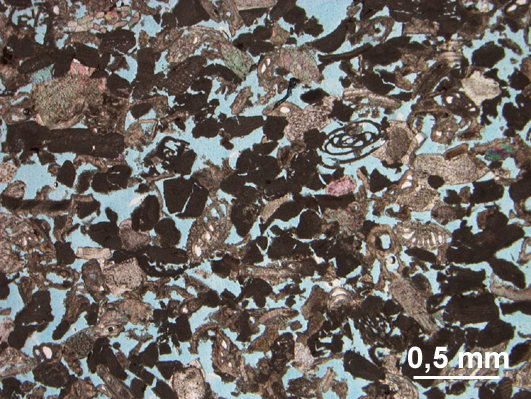
Charakteristischer Dünnschliff des porösen St. Margarethener Kalksandsteines (eingebettet in blau gefärbtes Kunstharz) mit zahlreichen Bruchstücken von Rotalgen und Foraminiferenschalen

### Technische und physikalische Kennwerte
- einaxiale Druckfestigkeit: 30–50 N/mm2
- Biegezugfestigkeit: 7–10 N/mm2
- Spaltzugfestigkeit: 0,8–2,9 N/mm2
- Rohdichte: 1,97–2,26 g/cm3
- effektive Porosität: 16–25 R.%
- Wasseraufnahme: 3,6–10,2 M.%

### Verwitterungsverhalten

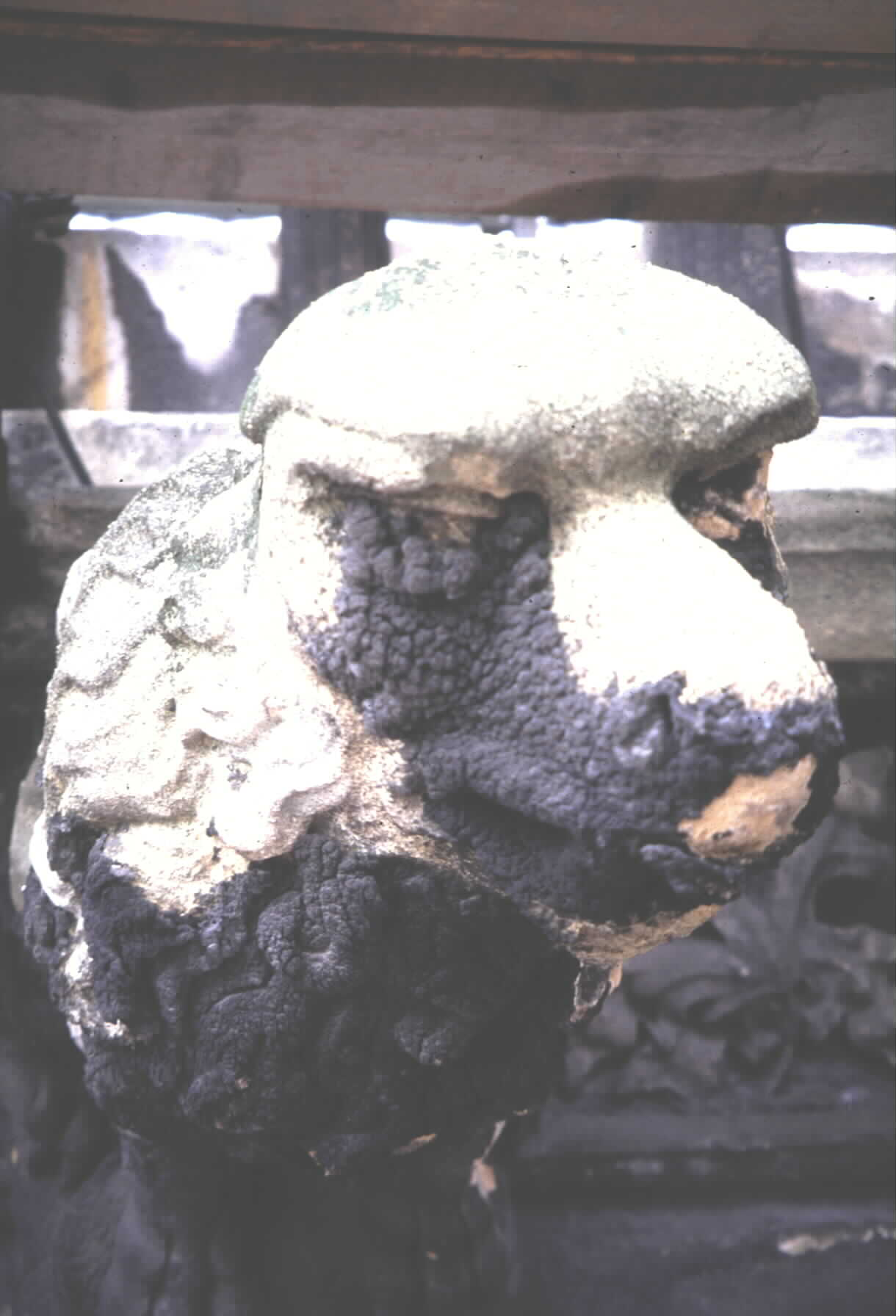
Gipskrustenbildung im Großstadtmilieu am Wiener Stephansdom (Wasserspeier des 19. Jahrhunderts aus St. Margarethener Kalksandstein) auf der regengeschützten Steinoberfläche. Die Schwarzfärbung der Kruste erfolgte durch Rußpartikel und Staub

Die Verwitterung dieser Gesteine erfolgt durch komplexe chemische und physikalische Prozesse. Es existieren im gesamten Steinbruchareal mehrere unterschiedliche Varietäten, die sich auch hinsichtlich ihrer technischen Kennwerte und Verwitterungsbeständigkeit deutlich voneinander unterscheiden; die früher verwendeten, in den heute stillgelegten Steinbrucharealen vorkommenden poröseren, wenig festen, mürben Varietäten neigen zu Krustenbildung und waren auch nur bedingt frostbeständig sowie anfällig für Schäden durch kristallisierende Mauersalze (Sulfate, Chloride, Nitrate). Diese Varietät wird heute nicht mehr abgebaut oder verwendet.
Die derzeit in streichender Fortsetzung der legendären Stephanswand abgebaute, härtere, festere Varietät ist bezüglich jeglicher Verwitterungsbeanspruchung als wesentlich günstiger und länger beständig anzusehen.

## Historische Bedeutung
Mit Sicherheit nachweisbar ist eine lokale spätmittelalterliche Steingewinnung, mit einer möglichen Verwendung des Steines im 15. Jahrhundert für einige Bauabschnitte am Südturm des Wiener Stephansdomes. Aber auch schon im römischen Carnuntum wurde der abgebaute Stein als Baumaterial verwendet.

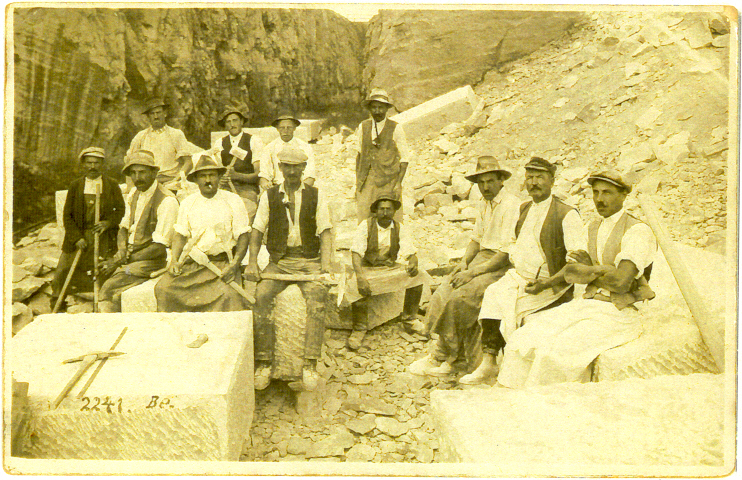
Historisches Stimmungsbild im Steinbruch (Foto: Fa. Hummel)

Überregionale Bedeutung erlangte dieses Gesteinsvorkommen jedoch erst ab dem 16./17. Jahrhundert. Der Steinbruch befindet sich seit dieser Zeit bis zum heutigen Tag in Besitz des Fürstengeschlechtes Esterházy und lieferte riesige Mengen an Kalksandstein für zahlreiche Prachtbauten des Barock und der Wiener Ringstraße.
Prominente Verwendungsbeispiele im Wiener Raum stellen zum Beispiel das Brunnenhaus des „schönen Brunnens“ und zahlreiche Architektur- und Dekorteile der Römischen Ruine von Schloss Schönbrunn, Wiener Rathaus, die Außenfassade des 2010 abgerissenen Wiener Südbahnhofes, das Wiener Musikvereinsgebäude, die Wiener Börse u. v. a. m. dar.
In dem heute noch betriebenen Steinbruch befindet sich auch die legendäre „Stephanswand“, deren Gesteinsmaterial ab 1841 für die Restaurierungsarbeiten am Wiener Stephansdom vorbehalten war.

## Methoden der Rohblockgewinnung

### Historisch
Schrämen mit dem Zweispitz, das charakteristische Abbauspuren (Schrämspuren) hinterlässt.

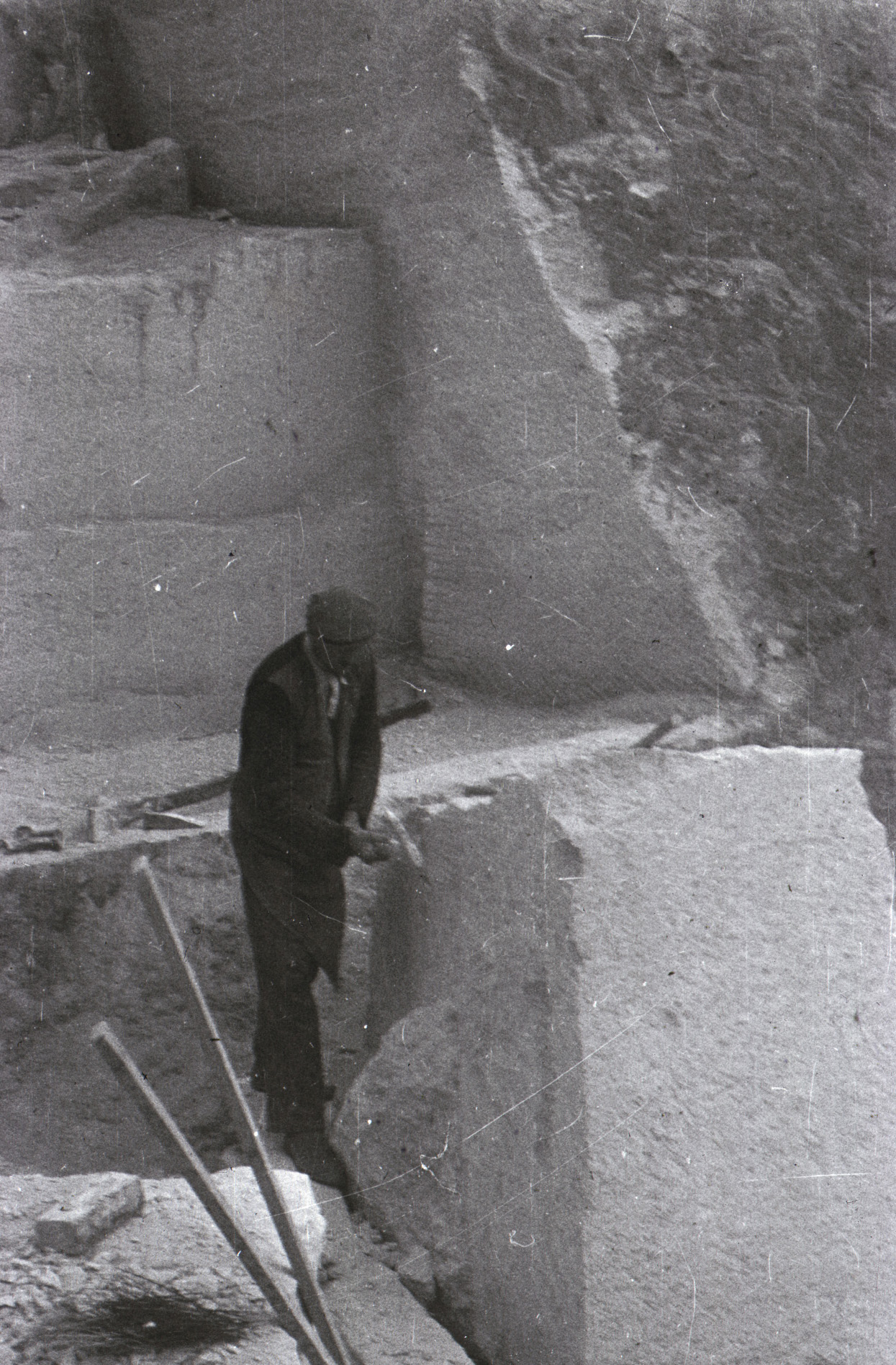
Formatierung eines Rohblockes (um 1930)
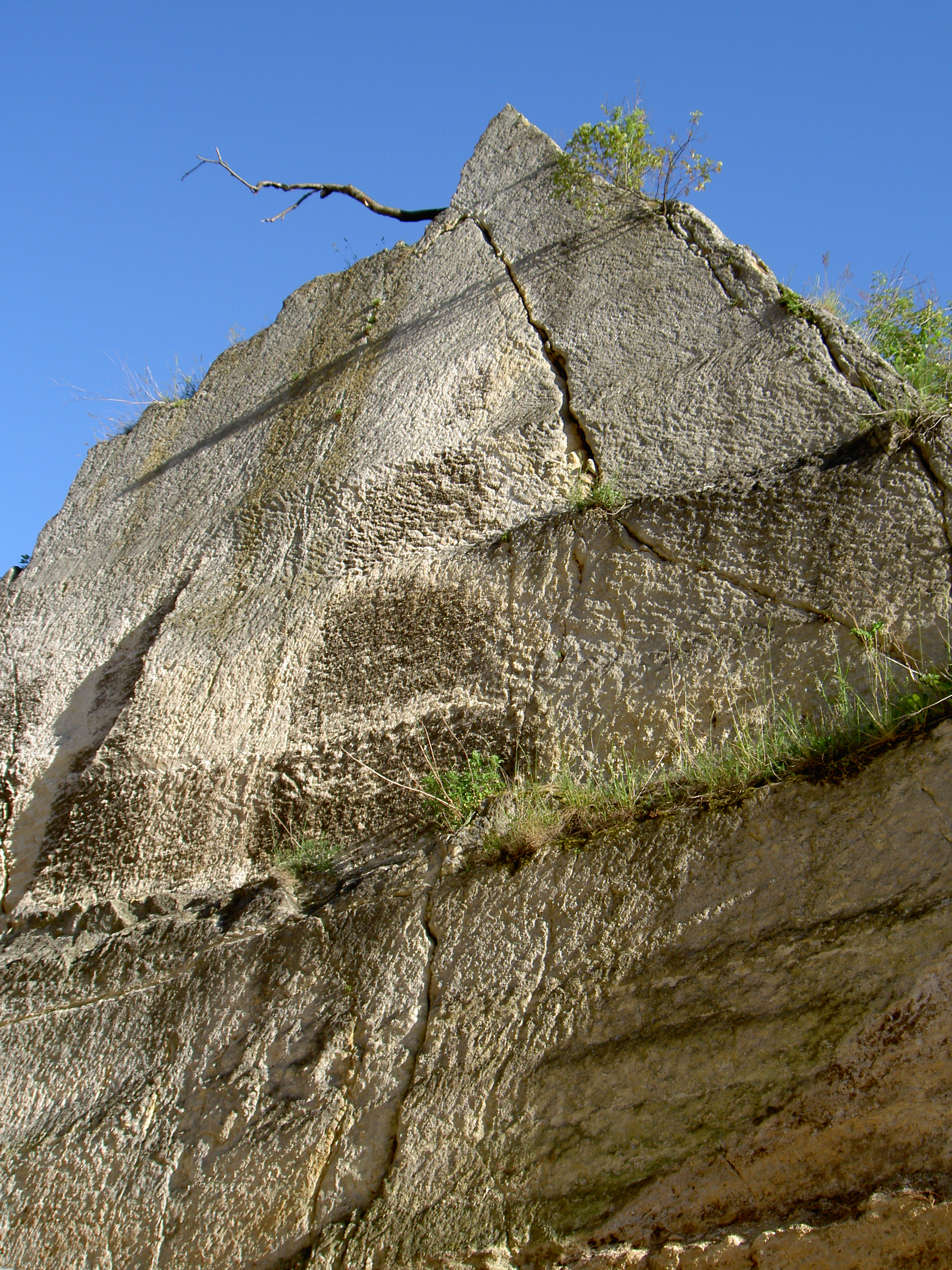
Historische Schrämspuren

### Aktuell
Heute werden in dem in Betrieb befindlichen Steinbruch mit einer Schrämmaschine Rohblöcke im Format etwa 2,5 × 1,3 × 1,5 Meter abgebaut, die danach mittels Gattersäge oder Steinkreissäge je nach Anforderung weiter in massive Werkstücke oder Platten zerteilt werden. Aufgrund seiner Homogenität und leichten Bearbeitbarkeit ist der St. Margarethener Kalksandstein für jegliche Massivarbeiten im Freien und in Innenräumen sowie für Fassadenverkleidungen und Fußbodenplatten geeignet.
Ein wichtiger Anwendungsbereich des St. Margarethener Kalksandsteines ist auch der Einsatz als Ersatzmaterial im Bereich der Baudenkmalpflege (Bundesdenkmalamt), da zahlreiche historische Baudenkmale Ostösterreichs aus diesem oder in ihrer Zusammensetzung ähnlichen Leithakalken bestehen.
Das Abbauvolumen beträgt derzeit maximal 500 m3/Jahr.

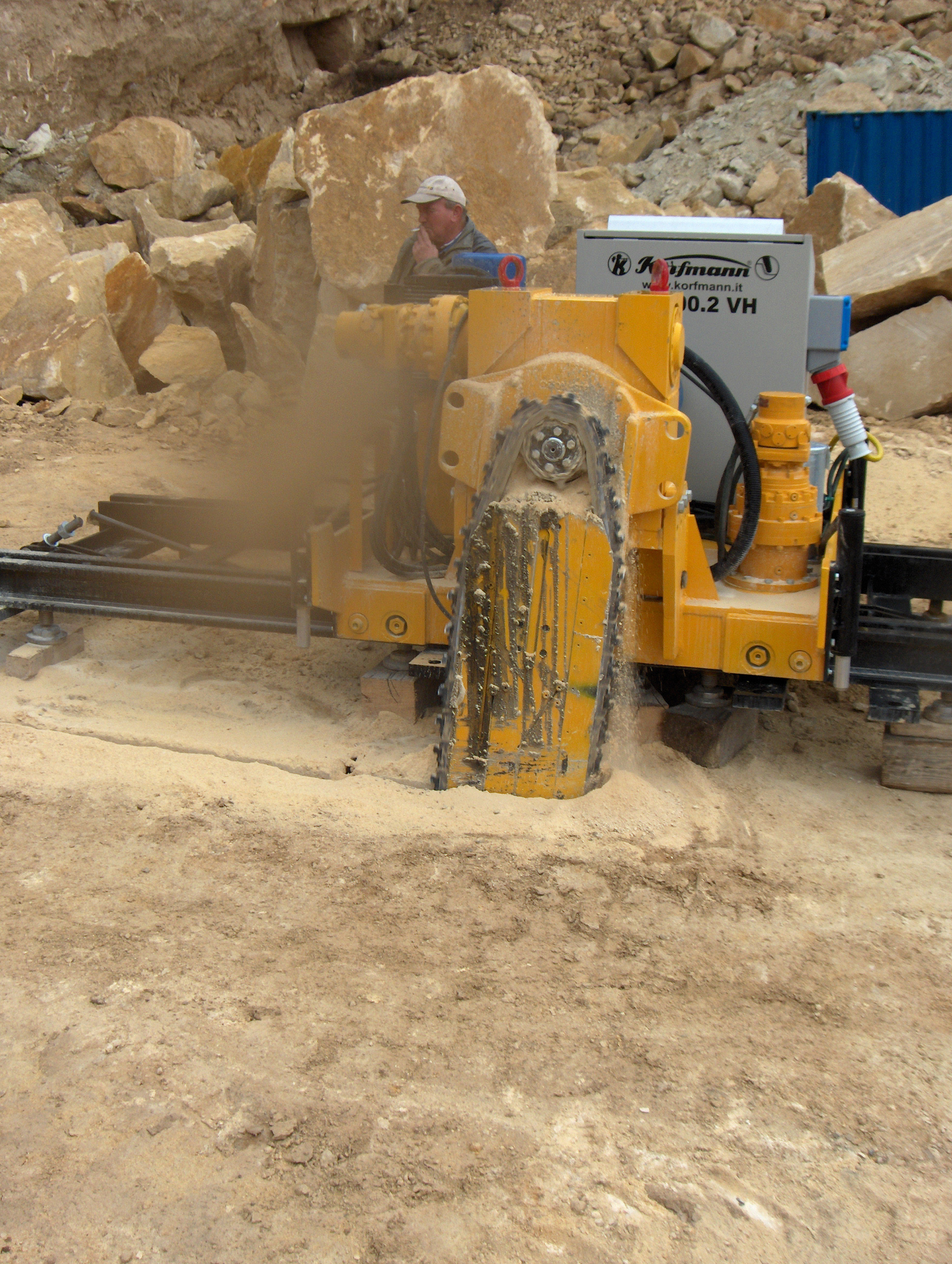
Herstellung eines Schrämschlitzes mit einer Schrämmaschine
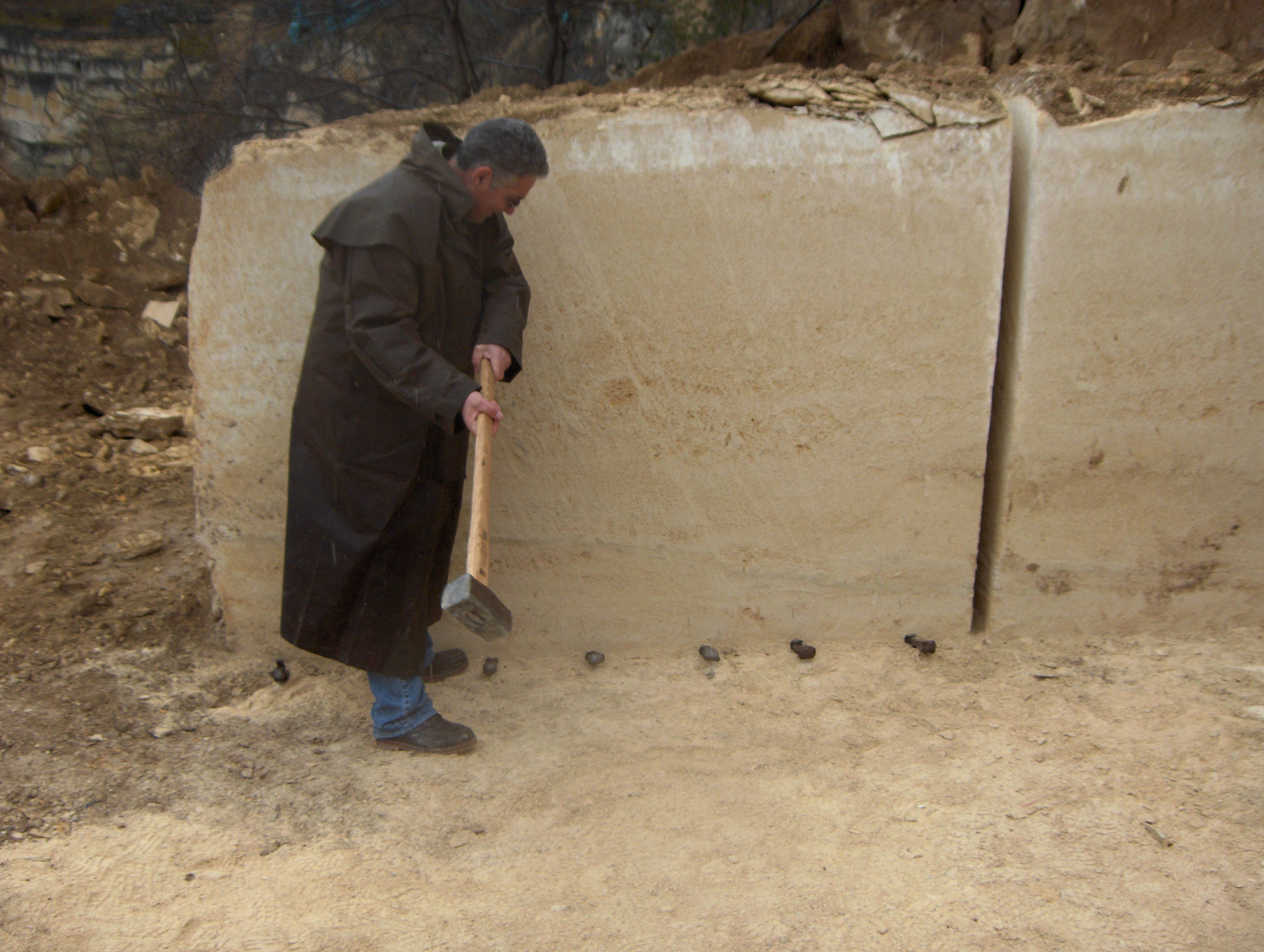
Abkeilen des Rohblockes vom unterlagernden Fels